# 詹氏甲鰨
詹氏甲鰨為輻鰭魚綱鰈形目鰨亞目無臂鰨科的其中一種，為亞熱帶淡水魚，分布於南美洲巴拉圭河及巴拉那河流域，體長可達23.7公分，棲息在底層水域，生活習性不明。